# فرجينيا بروس
فرجينيا بروس (بالإنجليزية: Virginia Bruce)‏ هي مغنية وممثلة أمريكية، ولدت في 29 سبتمبر 1910 بمنيابولس في الولايات المتحدة، وتوفيت في 24 فبراير 1982 في الولايات المتحدة بسبب سرطان. بدأت مشوارها المهني سنة 1929.

## أعمال

### أفلام
- (1929) موكب الحب
- (1930) سحوبات
- (1936) زيجفيلد العظيم

## وصلات خارجية
- فرجينيا بروس على موقع IMDb (الإنجليزية)
- فرجينيا بروس على موقع ألو سيني (الفرنسية)
- فرجينيا بروس على موقع تيرنر كلاسيك موفيز (الإنجليزية)
- فرجينيا بروس على موقع أول موفي (الإنجليزية)
- فرجينيا بروس على موقع قاعدة بيانات برودواي على الإنترنت (الإنجليزية)
- فرجينيا بروس على موقع قاعدة بيانات الأفلام السويدية (السويدية)
- فرجينيا بروس على موقع إن إن دي بي (الإنجليزية)
- فرجينيا بروس على موقع ديسكوغز (الإنجليزية)
- فرجينيا بروس على موقع قاعدة بيانات الفيلم (الإنجليزية)
- فرجينيا بروس على موقع كينوبويسك (الروسية)